# Bergia trimera
Bergia trimera là một loài thực vật có hoa trong họ Elatinaceae. Loài này được Fisch. & C.A.Mey. mô tả khoa học đầu tiên năm 1836.